# 棕红拟盔鱼
棕红拟盔鱼（学名：Pseudocoris yamashiroi），又名山下氏擬盔魚，为隆头鱼科拟盔鱼属的鱼类，俗名山代盔鱼、拟盔鱼。分布于日本、台湾岛以及南海诸岛等。该物种的模式产地在琉球群岛。